# Karlspitzen
Die Karlspitzen bilden einen zweigipfligen Berg im Kaisergebirge in Tirol. Ihr Doppelgipfel besteht aus der nördlichen 2281 m ü. A. hohen Hinteren Karlspitze und der südlichen 2260 m hohen Vorderen Karlspitze mit Gipfelkreuz. Die beiden Spitzen sind durch einen scharfen, ausgesetzten Felsgrat verbunden, von Süden gesehen ist die Vordere Karlspitze ein markanter, gewaltiger Felsklotz, während sich die Hintere Karlspitze hinter anderen (niedrigeren) Nachbarbergen versteckt.

## Lage
Die Karlspitzen ragen unmittelbar westlich des Ellmauer Tors und der Steinernen Rinne auf und liegen damit im zentralen Teil, sozusagen im Herz des Wilden Kaisers. Östlich gegenüber erheben sich die niedrigere Goinger Halt und der Predigtstuhl. Direkt nördlich an die Karlspitzen schließen Fleischbank und Totenkirchl an, während sich weiter westlich, durch das Kopftörl und den Kopftörlgrat getrennt, die höhere Ellmauer Halt erhebt. Dank ihrer Lage bieten die Karlspitzen großartige Ausblicke sowohl über den Wilden Kaiser als auch auf die benachbarten Gebirgsgruppen.

## Anstiege
Die Karlspitzen zählen zu den weniger besuchten und schwierig zu erreichenden Kaisergipfeln. Keine markierte oder gesicherte Route führt auf den Doppelgipfel, vielmehr sind hier Bergerfahrung, Orientierungssinn und sicheres Klettervermögen sowie Schwindelfreiheit notwendig.
Der Normalweg beginnt am Ellmauer Tor, führt zunächst auf Steigspuren ein steiles Geröllfeld empor und ist ab Beginn der Felsen mit zahlreichen roten oder blauen Farbklecksen markiert (Stand August 2015). Zudem sind die Steigspuren meist gut zu erkennen, sie leiten nach einer längeren Felsrinne und der Traversierung eines großen steil abfallenden Geröllfeldes durch eine schrofige Felsflanke weitgehend steil und oftmals ausgesetzt mit leichter Kletterei bis zum II. Schwierigkeitsgrad nach UIAA-Skala (die schwierigsten Stellen sind durch Eisenklammern entschärft) in gut einer Stunde auf den Grat der Karlspitzen.
Dort verzweigt sich die Route zur Hinteren (15 Minuten) und Vorderen Karlspitze (30 Minuten). Der Grat selbst ist teils sehr schmal und es gibt zahlreiche Kletterstellen im Schwierigkeitsgrad I, vereinzelt auch kurze Stellen II (Vordere Karlspitze), die Routen weichen stellenweise auf die Westseite aus.
Mehrere bekannte Kletterrouten befinden sich an der Vorderen Karlspitze, so z. B. am West-/Südwestgrat (III).
Von der Hinteren Karlspitze ist ein Abstieg zur Fleischbankscharte möglich (II).